# Occidentarius platypogon
Occidentarius platypogon är en fiskart som först beskrevs av Günther, 1864.  Occidentarius platypogon ingår i släktet Occidentarius och familjen Ariidae. IUCN kategoriserar arten globalt som livskraftig. Inga underarter finns listade i Catalogue of Life.